# David Prinosil
David Prinosil (Olomouc, 9 maart 1973) is een voormalig tennisser uit Duitsland. Hij was actief in het professionele tenniscircuit van 1991 tot 2004.
Prinosil schreef in zijn carrière drie ATP-enkeltoernooien en tien ATP-dubbeltoernooien op zijn naam. 
Tijdens de Olympische Zomerspelen van 1996 in Atlanta behaalde Prinosil met Marc-Kevin Goellner de bronzen medaille in het dubbelspel. Ze wonnen de bronzen finale van het Nederlandse duo Jacco Eltingh/Paul Haarhuis met 6-2, 7-5.
Prinosil werd geboren in Tsjecho-Slowakije, maar verhuisde op 14-jarige leeftijd naar Duitsland.

## Palmares

#### Enkelspel
| Legenda                       | Legenda               |
| ----------------------------- | --------------------- |
| Grand Slam                    |                       |
| Olympische Spelen             |                       |
| tot 2009                      | vanaf 2009            |
| Tennis Masters Cup            | ATP Finals            |
| ATP Masters Series            | ATP Tour Masters 1000 |
| ATP International Series Gold | ATP Tour 500          |
| ATP International Series      | ATP Tour 250          |

| Nr.              | Datum            | Toernooi           | Ondergrond | Tegenstander in finale | Score            |         |
| ---------------- | ---------------- | ------------------ | ---------- | ---------------------- | ---------------- | ------- |
| gewonnen finales |                  |                    |            |                        |                  |         |
| 1.               | 16 juli 1995     | ATP Newport        | Gras       | David Wheaton          | 7-6(3), 5-7, 6-2 | details |
| 2.               | 20 oktober 1996  | ATP Ostrava        | Tapijt (i) | Petr Korda             | 6-1, 6-2         | details |
| 3.               | 18 juni 2000     | ATP Halle          | Gras       | Richard Krajicek       | 6-3, 6-2         | details |
| verloren finales |                  |                    |            |                        |                  |         |
| 1.               | 15 maart 1998    | ATP Kopenhagen     | Tapijt (i) | Magnus Gustafsson      | 6-3, 1-6, 1-6    | details |
| 2.               | 14 februari 1999 | ATP St. Petersburg | Tapijt (i) | Marc Rosset            | 3-6, 4-6         | details |
| 3.               | 29 oktober 2000  | ATP Moskou         | Tapijt (i) | Jevgeni Kafelnikov     | 2-6, 5-7         | details |

### Dubbelspel
| Nr.                               | Datum            | Toernooi           | Ondergrond    | Partner             | Tegenstanders in finale          | Score               |         |
| --------------------------------- | ---------------- | ------------------ | ------------- | ------------------- | -------------------------------- | ------------------- | ------- |
| gewonnen finales heren dubbel     |                  |                    |               |                     |                                  |                     |         |
| 1.                                | 1 maart 1992     | ATP Rotterdam      | Tapijt (i)    | Marc-Kevin Goellner | Paul Haarhuis Mark Koevermans    | 6-2, 6-7, 7-6       | details |
| 2.                                | 30 augustus 1992 | ATP Umag           | Gravel        | Richard Vogel       | Sander Groen Lars Koslowski      | 6-3, 6-7, 7-6       | details |
| 3.                                | 29 augustus 1993 | ATP Long Island    | Hardcourt     | Marc-Kevin Goellner | Arnaud Boetsch Olivier Delaître  | 6-7, 7-5, 6-2       | details |
| 4.                                | 24 augustus 1997 | ATP Long Island    | Hardcourt     | Marcos Ondruska     | Mark Keil T.J. Middleton         | 6-4, 6-4            | details |
| 5.                                | 25 oktober 1998  | ATP Ostrava        | Tapijt (i)    | Nicolas Kiefer      | David Adams Pavel Vízner         | 6-4, 6-3            | details |
| 6.                                | 17 oktober 1999  | ATP Wenen          | Tapijt (i)    | Sandon Stolle       | Piet Norval Kevin Ullyett        | 6-3, 6-4            | details |
| 7.                                | 5 maart 2000     | ATP Kopenhagen     | Hardcourt (i) | Martin Damm         | Jonas Björkman Sébastien Lareau  | 6-1, 5-7, 7-5       | details |
| 8.                                | 29 oktober 2000  | ATP Moskou         | Tapijt (i)    | Jonas Björkman      | Jiří Novák David Rikl            | 6-2, 6-3            | details |
| 9.                                | 19 augustus 2001 | ATP Washington     | Hardcourt     | Martin Damm         | Bob Bryan Mike Bryan             | 7–6(5), 6–3         | details |
| 10.                               | 16 juni 2002     | ATP Halle          | Gras          | David Rikl          | Jonas Björkman Todd Woodbridge   | 4-6, 7-6(5), 7-5    | details |
| verloren finales heren dubbel     |                  |                    |               |                     |                                  |                     |         |
| 1.                                | 5 juni 1993      | Roland Garros      | Gravel        | Marc-Kevin Goellner | Luke Jensen Murphy Jensen        | 4-6, 7-6(4), 4-6    | details |
| 2.                                | 10 oktober 1993  | ATP Toulouse       | Tapijt (i)    | Udo Riglewski       | Byron Black Jonathan Stark       | 5-7, 6-7            | details |
| 3.                                | 24 oktober 1993  | ATP Wenen          | Tapijt (i)    | Mike Bauer          | Byron Black Jonathan Stark       | 3-6, 6-7            | details |
| 4.                                | 6 maart 1994     | ATP Kopenhagen     | Tapijt (i)    | Udo Riglewski       | Martin Damm Brett Steven         | 3-6, 4-6            | details |
| 5.                                | 23 maart 1997    | ATP St. Petersburg | Tapijt (i)    | Daniel Vacek        | Andrej Olchovski Brett Steven    | 4-6, 3-6            | details |
| 6.                                | 12 oktober 1997  | ATP Wenen          | Tapijt (i)    | Marc-Kevin Goellner | Ellis Ferreira Patrick Galbraith | 3-6, 4-6            | details |
| 7.                                | 7 maart 1999     | ATP Kopenhagen     | Hardcourt (i) | Marc-Kevin Goellner | Maks Mirni Andrej Olchovski      | 7-6(5), 6-7(4), 1-6 | details |
| 8.                                | 18 juni 2000     | ATP Halle          | Gras          | Mahesh Bhupathi     | Nicklas Kulti Mikael Tillström   | 6-7(4), 6-7(4)      | details |
| 9.                                | 8 oktober 2000   | ATP Hongkong       | Hardcourt     | Dominik Hrbatý      | Wayne Black Kevin Ullyett        | 1-6, 2-6            | details |
| 10.                               | 28 januari 2001  | Australian Open    | Hardcourt     | Byron Black         | Jonas Björkman Todd Woodbridge   | 1-6, 7-5, 4-6, 4-6  | details |
| 11.                               | 12 augustus 2001 | ATP Cincinnati     | Hardcourt     | Martin Damm         | Mahesh Bhupathi Leander Paes     | 6-7(3), 3-6         | details |
| Gewonnen challengers heren dubbel |                  |                    |               |                     |                                  |                     |         |
| 1.                                | 23 augustus 1992 | Graz               | Gravel        | Richard Vogel       | Robert Novotny Milan Trneny      | 6-3, 6-4            |         |

## Resultaten grandslamtoernooien
| Legenda | Legenda                          |
| ------- | -------------------------------- |
| g.t.    | geen toernooi gehouden           |
| l.c.    | lagere categorie                 |
| –       | niet deelgenomen                 |
| G       | uitgeschakeld in de groepsfase   |
| 1R      | uitgeschakeld in de eerste ronde |
| 2R      | uitgeschakeld in de tweede ronde |
| 3R      | uitgeschakeld in de derde ronde  |
| 4R      | uitgeschakeld in de vierde ronde |
| KF      | uitgeschakeld in de kwartfinale  |
| HF      | uitgeschakeld in de halve finale |
| F       | de finale verloren               |
| W       | het toernooi gewonnen            |
| w-v     | winst/verlies-balans             |

### Enkelspel
| Toernooi        | 1992 | 1993 | 1994 | 1995 | 1996 | 1997 | 1998 | 1999 | 2000 | 2001 | 2002 | 2003 |
| --------------- | ---- | ---- | ---- | ---- | ---- | ---- | ---- | ---- | ---- | ---- | ---- | ---- |
| Australian Open | –    | 2R   | 1R   | 3R   | 1R   | 1R   | 2R   | 1R   | –    | 3R   | –    | 1R   |
| Roland Garros   | 3R   | 2R   | 2R   | 1R   | 1R   | 1R   | 2R   | 1R   | 1R   | 1R   | –    | –    |
| Wimbledon       | –    | 2R   | 3R   | 1R   | 1R   | –    | 2R   | 2R   | 4R   | 3R   | –    | –    |
| US Open         | –    | 1R   | –    | 1R   | 2R   | 1R   | 1R   | 2R   | 1R   | 1R   | –    | –    |

### Mannendubbelspel
| Toernooi        | 1992 | 1993 | 1994 | 1995 | 1996 | 1997 | 1998 | 1999 | 2000 | 2001 | 2002 | 2003 |
| --------------- | ---- | ---- | ---- | ---- | ---- | ---- | ---- | ---- | ---- | ---- | ---- | ---- |
| Australian Open | –    | 1R   | 1R   | 2R   | 3R   | 2R   | 3R   | 2R   | –    | F    | KF   | 1R   |
| Roland Garros   | 2R   | F    | 1R   | 2R   | 1R   | –    | 2R   | KF   | 2R   | 3R   | 3R   | 1R   |
| Wimbledon       | –    | –    | 2R   | 3R   | 1R   | –    | 2R   | 1R   | 3R   | 2R   | KF   | 2R   |
| US Open         | –    | 2R   | –    | 2R   | 1R   | 1R   | 1R   | HF   | 1R   | 3R   | 3R   | –    |